# Philippe Avril (jésuite)
Pour les articles homonymes, voir Philippe Avril (homonymie) et Avril (homonymie).
Philippe Avril, né le 14 juillet 1654 à Angoulême (France) et mort en mer (au large de Formose) en août 1698 est un prêtre jésuite français, missionnaire et explorateur.

## Biographie
Tout en parrainant cinq jésuites, « mathématiciens du roi »,  qu’il envoie par voie maritime auprès de l’empereur de Chine (mars 1685), Louis XIV cherche également à ouvrir une voie terrestre vers la Chine. En janvier de la même année (1685), Philippe Avril quitte Marseille avec des instructions données par Jean-Dominique Cassini et arrive en Syrie. Il traverse l’Asie mineure et rejoint à Erzurum (Turquie) un autre jésuite, Louis Barnabé. Ensemble, ils explorent la Caspienne où Avril mesure les dimensions et détermine astronomiquement la position d'Astrakhan. Remontant la Volga, ils arrivent à Moscou en janvier 1687. Cependant les russes, considérant ce voyage vers Pékin comme une interférence occidentale dans les négociations frontalières entre leurs deux nations, ne leur accordent pas les visas de transit. Barnabé rentre en France pour demander aide au roi, et Avril se rend à Varsovie (Pologne) pour solliciter l'intervention de Jean III Sobieski.
Revenu à Moscou, Avril y rencontre Antoine Beauvollier, compagnon de voyage de Barnabé, arrivé seul à Moscou car ce dernier est mort noyé dans la mer Baltique. Avril fait à Moscou sa profession religieuse définitive (2 février 1689). Le Tsar est inébranlable : il argue qu’il ne pourrait pas leur garantir sa protection.  Au printemps 1689, les deux voyageurs se trouvent à Constantinople. Le P. Avril, malade, retourne en France l’année suivante. C'est alors qu'il publie ses Voyage en divers États d'Europe et d'Asie entrepris pour découvrir un nouveau chemin à la Chine.
Cependant il ne renonce pas à sa tentative de parvenir en Chine par voie terrestre. Quand l'occasion se présente, il accompagne Guy Tachard en Asie méridionale. Arrivé à Goa (Inde portugaise) en 1696, il y reste bloqué durant deux ans. Il parvient finalement à monter sur un navire quittant Surate pour l’Extrême-Orient, mais le navire, surpris par un orage fait naufrage au large des côtes de Formose. Le P. Avril y perd la vie : il meurt noyé le 18 août 1698.
Le père Philippe Avril n’est jamais parvenu au but, mais ses efforts pour ouvrir une route terrestre vers la Chine ont démontré que la Russie n'était pas disposée à permettre le passage par son territoire. Les nombreux écrits d'Avril sur ses voyages en Russie et au Proche-Orient ont fourni à l'Europe des descriptions de terres jusqu’alors inconnues.

## Écrits
- Voyage en divers États d'Europe et d'Asie entrepris pour découvrir un nouveau chemin à la Chine, (version numérisée), Paris, 1693.